# Famille Villetard
Pour les articles homonymes, voir Villetard.
La famille Villetard est une famille subsistante de la noblesse française.

## Histoire
Elle remonte à François Villetard, vigneron à Ligny-le-Châtel dans l'Yonne, né vers 1585. Son fils Laurent (°1609) sera négociant en vins et le petit-fils de celui-ci, Edmé (°1671), « marchand de vins en gros à la suite de la Cour ». Il est le père du suivant Edmé-Pierre-Alexandre.

## Membres
- Edmé-Pierre-Alexandre Villetard (1699-1770), conseiller Honoraire au ban et paroisse d'Auxerre, anobli par l'office de conseiller secrétaire du roi, à Dôle (1755) puis à Rouen (1756). Il prend dès lors le nom de Villetard de Prunières et de Laguérie et fait enregistrer ses armoiries : D'argent au chevron d'azur accompagné de trois trèfles de sinople. Seigneur de Saint-Clément, Prunières, La Guérie et Picine, il donna trois branches distinctes. Il épouse en 1723 Marie-Anne Daubenton, fille d'un juge-consul d'Auxerre et cousine du célèbre naturaliste Louis Jean-Marie Daubenton.

### Branche de Vincelles
- Edmé-Germain Villetard de Vincelles (1725-1792), fils du précédent. Écuyer, il acquiert Vincelles en 1769 et y fait bâtir le château[1] qui existe encore. Il fut négociant de vin en gros, échevin[2] avant la Révolution puis maire d'Auxerre (1790-1793)[3].
- Joseph Villetard de Vincelles dit Villetard (1771-1826)[4]. Fils du précédent. Homme de lettres, jeune capitaine de la Garde nationale de Vincelles (1790), il entre dans la diplomatie et devient secrétaire de légation à Gênes puis à Venise. Écarté des affaires politiques et administratives aux débuts de l'Empire, il est l'un des quatre régisseurs de la manufacture nationale de tabac et se lance dans l'écriture. On lui doit de nombreuses ouvrages, pièces et poèmes. Il fut membre des Philadelphes. Gagné par la folie dès 1808, il meurt à la maison de santé de Charenton en 1826.

### Branche de Prunières
- Edmé-Pierre Villetard de Prunières (1729-1791), écuyer, seigneur de Prunières, La Guerrie, Saint-Clément, Lavau et autres lieux, conseiller honoraire et membre du tribunal de commerce d'Auxerre. Père du suivant.
- Alexandre-Edmé-Pierre Villetard de Prunières dit Villetard (1755-1824), comte d'Empire, député et sénateur. Sa fille Anne Eléonore (° 1786) épousa le général Auguste Charles Joseph Hatry.
- Charles Edmond Villetard de Prunières (1828-1889), petit-fils du précédent, professeur et homme de lettres.
- Pierre Villetard de Prunières (1874-1956), écrivain français, fils du précédent.
- Maurice Villetard de Prunières (1858-1947), docteur en droit, magistrat, avocat à la cour d'appel de Paris, auditeur au Conseil d'État. Cousin du précédent.

### Branche de Laguérie
- Jacques-Pierre Villetard de Laguérie, fils de Edmé-Pierre-Alexandre. Il fut capitaine aide-major au régiment de Guyenne puis major du régiment de Viennois, seigneur de La Guérie, Poussot, St-Clément, La Chaisnault, etc., chevalier de Saint-Louis[5].
- Joseph-Pierre-Nicolas Villetard de Laguérie (1787-1863), fils du précédent. Il fut chef de bataillon, brièvement préfet de l’Yonne (1848), officier de la Légion d’honneur et titulaire de la médaille de Sainte-Hélène. Sa sœur,  Marie-Germaine-Eléonore, épousa en 1851 à Auxerre Thomas Konarski (1793-1878), colonel de l'armée française et général de brigade de l'armée polonaise, chevalier de la Légion d’honneur.
- Auguste Villetard de Laguérie (1826-1896), docteur en droit, avocat général à Limoges, Procureur général à Montpellier puis avocat général à la Cour d'appel de Paris, chevalier de la Légion d'honneur. Fils du précédent et de Marie-Eléonore Thierriat de Millerelle (1794).
- Raoul Villetard de Laguérie (1858-1913)[6], professeur agrégé d'histoire, correspondant de guerre, grand reporter au journal Le Temps et correspondant de L'Illustration[7]. Fils de Alexandre François Joseph, Officier à la maison de l'Empereur Napoléon III.
- Germain Villetard de Laguérie (1897-1930), pionnier de la Postale. Titulaire de cinq citations à l'ordre de l'armée, de la Médaille militaire et de la Croix militaire britannique ; chevalier du Dragon d'Annam et de l'Ordre du Million d’Éléphants et du Parasol blanc. Fils du précédent, il s'écrase au Maroc à bord de son Latécoère 28 abattu par une violente tempête. Prix du Pilote de Ligne, puis cité en 1937 à l'ordre de la Nation comme pionnier de la Postale[8],[9].
- Raoul Villetard de Laguérie (1885-1945), commandant au service géographique de l'Armée, Chef du 4e bureau de l'Etat-major des forces aériennes, Croix de guerre 1914-1918, Officier de la Légion d'honneur. Fils du précédent.
- Henry Villetard de Laguérie (1889-1965). Médecin de l'équipe de France de football, Officier de la Légion d'honneur, Croix de guerre 1914-1918. Frère du précédent.

## Sources
- Michel Surun, Marchands de vin en gros à Paris au XVIIe siècle: Recherches d'histoire institutionnelle et sociale, Ed. L'Harmattan, 2007,  (ISBN 2-296-17130-3),  (ISBN 978-2-296-17130-5)
- Bulletins de la Société Généalogique de l'Yonne dont le Volume 10, Partie 1, 1856 : "Joseph Villetard", page 415 et suivantes
- Archives nationales (CARAN), base Léonore, Dossiers de la Légion d'honneur